# Тирупати
Тирупа́ти (англ. Tirupati, телугу తిరుపతి) — город в округе Читтур в индийском штате Андхра-Прадеш. Один из крупнейших городов региона Раяласима. Расположен у подножия Восточных Гхатов на расстоянии 550 км к югу от столицы штата Андхра-Прадеш Хайдарабада и в 100 км к северу от Ченная.
Тирупати является одним из крупнейших мест паломничества в индуизме. В 10 км к северо-западу от Тирупати, на вершине холмов Тирумала на высоте 853 метра над уровнем моря, расположен Храм Тирумалы Венкатешвары, посвящённый одной из форм Вишну — Венкатешваре. Этот самый богатый индуистский храм в мире называют «индуистским Ватиканом». Ежегодно, его посещают миллионы паломников. В самом Тирупати также существует множество популярных храмов. Тирупати также является крупным экономическим и образовательным центром Андхра-Прадеш.
Название города в переводе с тамильского языка означает «супруг богини Лакшми». Первое упоминание о Тирупати содержится в эпосах тамильской литературы «Шилаппадикарам» и «Манимехалей» (V—IV веками н. э.).

## Население
Согласно данным переписи населения Индии 2011 года численность населения Тирупати — 459 985 человек; из них 231 456 мужчин и 228 529 женщин. Детей в возрасте до 6 лет — 41 589. Уровень грамотности — 85,22 %.